# رزا پاشینیان
رُزا همایاکی پاشینیان (ارمنی: Ռոզա Հմայակի Փաշինյան؛ انگلیسی: Rosa Pashinyan؛ زادهٔ ۷ ژانویهٔ ۱۹۲۴ - ۱۶ ژوئن ۲۰۱۷) تاریخ‌نگار و سیاستمدار اهل ارمنستان بود. وی نماینده دوره دوم شورای عالی جمهوری شوروی سوسیالیستی ارمنستان (۵۲-۱۹۴۷) بود.

## زندگی‌نامه
وی در ۷ ژانویه ۱۹۲۴ در قاراکیلیسا به دنیا آمد و از دانشگاه دولتی علوم پرورشی خاچاطور آبوویان ارمنستان (۱۹۴۶) فارغ‌التحصیل گشت. گورگن پاشینیان برادر وی بود. وی در دانشگاه دولتی علوم پرورشی خاچاطور آبوویان ارمنستان (۲۰۰۹–۱۹۵۶) فعالیت می‌کرد. وی برنده جوایزی همچون نشان برجسته افتخار ()، مدال کار شجاعانه در جنگ بزرگ میهنی () و مدال دفاع از قفقاز () شد. وی در ۱۶ ژوئن ۲۰۱۷ در سن ۹۳ سالگی در ایروان درگذشت.

## یادداشت
1. ↑  պատմական գիտությունների թեկնածու